# Sociedad Deportiva Huesca 2018-2019
Questa voce raccoglie le informazioni riguardanti la Sociedad Deportiva Huesca nelle competizioni ufficiali della stagione 2018-2019.

## Maglie e sponsor
| Casa | Trasferta | Terza divisa |

Sponsor ufficiale: nessuno
Fornitore tecnico: Kelme